# Charles Ier de Robertet
Pour les autres membres de la famille, voir Famille de Robertet.
Charles de Robertet, mort le 10 août 1515, est un évêque d'Albi.

## Biographie
Charles de Robertet était professeur de théologie et chanoine de la cathédrale d'Albi. Il est élu évêque d'Albi en décembre 1510 mais il ne prit possession de l'évêché que le 17 avril 1511.
Ce prélat qui était le frère de Florimont de Robertet, secrétaire des commandements du Roi, fit achever les peintures de la voûte et des chapelles par des peintres italiens.
Il mourut à Albi le 9 août 1515 et fut inhumé dans la cathédrale devant la porte latérale du chœur, du côté de la sacristie.